# Museu do Tietê
O Museu do Tietê ocupa um espaço dentro do parque ecológico do Tietê, localizado no Núcleo Engenheiro Goulart, Zona Leste de São Paulo, construído em 1976 e projetado pelo arquiteto Ruy Ohtake, o museu foi inaugurado em 22 de setembro de 1999, tornando-se uma data comemorativa do Rio Tietê. O museu conta por meio de documentos, objetos da cultura índigena da região e fotos, conta a historia de um dos mais importantes rios da cidade, o Rio Tietê.
O Rio Tietê tem mil km de extensão, ele nasce em Salesópolis, na serra do Mar e vai em direção a divisa São Paulo – Mato Grosso do Sul, passando por todo o interior paulista e deságua na represa Jupiá, no rio Paraná, entre os municípios de Itapura e Castilho.

## História
A ideia da criação do Museu do Tietê surgiu em 1997 quando a Superintendência do DAEE (Departamento de Águas e Energia Elétrica) publicou a Portaria DAEE-458 de 25 de agosto de 1997, instituindo o “Projeto Cultura e Cidadania”, com o intuito de criar espaços e atividades culturais, entretenimento e lazer para a população da região de São Paulo.
O Museu do Tietê resgataria  a história do mais importante rio do Estado de São Paulo, através da criação de um espaço pedagógico significativo no Parque Ecológico do Tietê para a compreensão do nosso passado histórico e da sua preservação.

Porém a institucionalização do Museu era muito complexa, pois envolvia uma série de obstáculos que demandavam ações de especificidades técnicas, administrativas, financeiras e operacionais, difíceis de serem concretizadas em curto prazo.

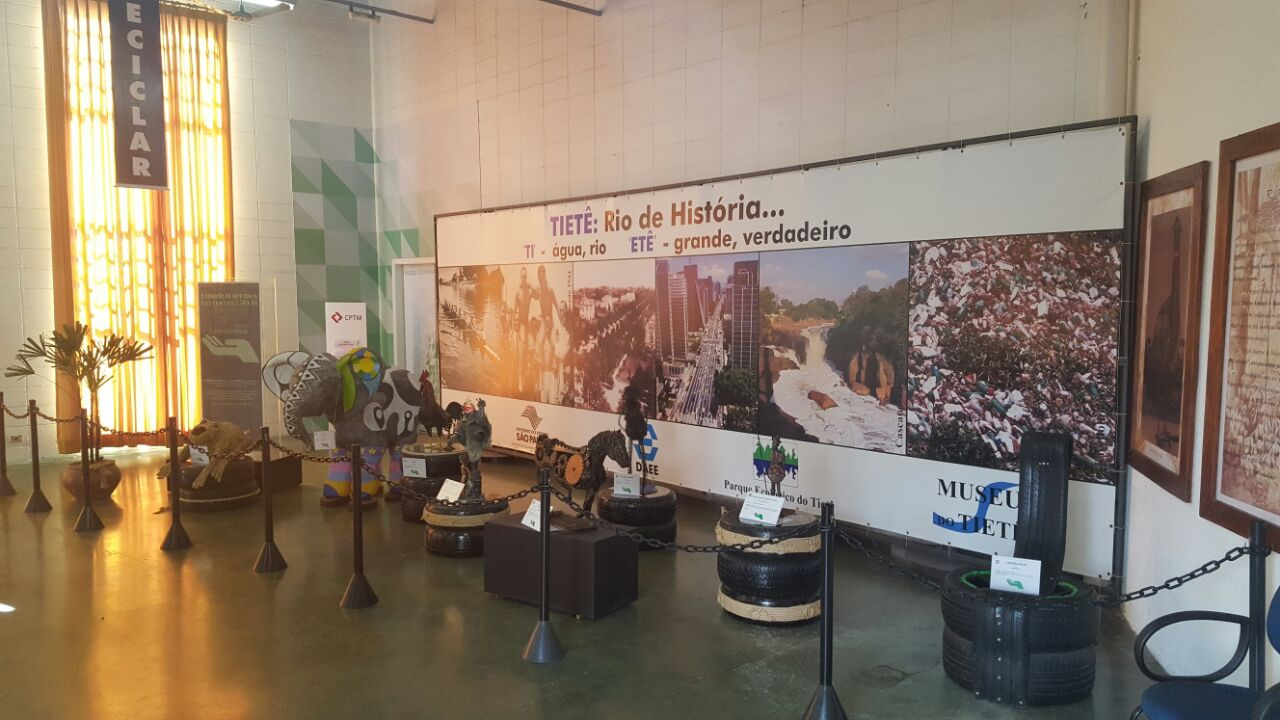
Acervo do Museu do Tietê

Em Março de 1999 o Superintendente do DAEE  Engenheiro José Bernardo Ortiz, colocou a disposição da equipe responsável pelo desenvolvimento do projeto, todos os recursos necessários para a viabilização do espaço físico necessário, e concretização de imediato da proposta museológica a qual apresentasse a importância do Rio Tietê para a história de São Paulo, como via de navegação, fonte de energia, e suas condições ambientais.
Em 22 de setembro de 1999, o Museu Tietê foi inaugurado na sua 1ª fase, ocupando as dependências do prédio do Casarão e foi inaugurado definitivamente numa 2ª etapa, em 22 de março de 2000, ocupando o prédio sede recém construído para este fim, e denominado no ato da inauguração de Edifício Governador André Franco Montoro.

## Arquitetura
No segundo semestre de 2013 o Museu do Tietê, situado nas dependências do PET (Parque Ecológico do Tietê), teve suas instalações totalmente revitalizadas pelo arquiteto Ruy Ohtake, filho primogênito da artista plástica Tomie Ohtake e autor de importantes construções na cidade, como o Hotel Unique e o Renaissance.

A reforma durou cinco meses e incluiu a reestruturação do telhado, readequação da parte elétrica e hidráulica, ajustes no piso e pintura.

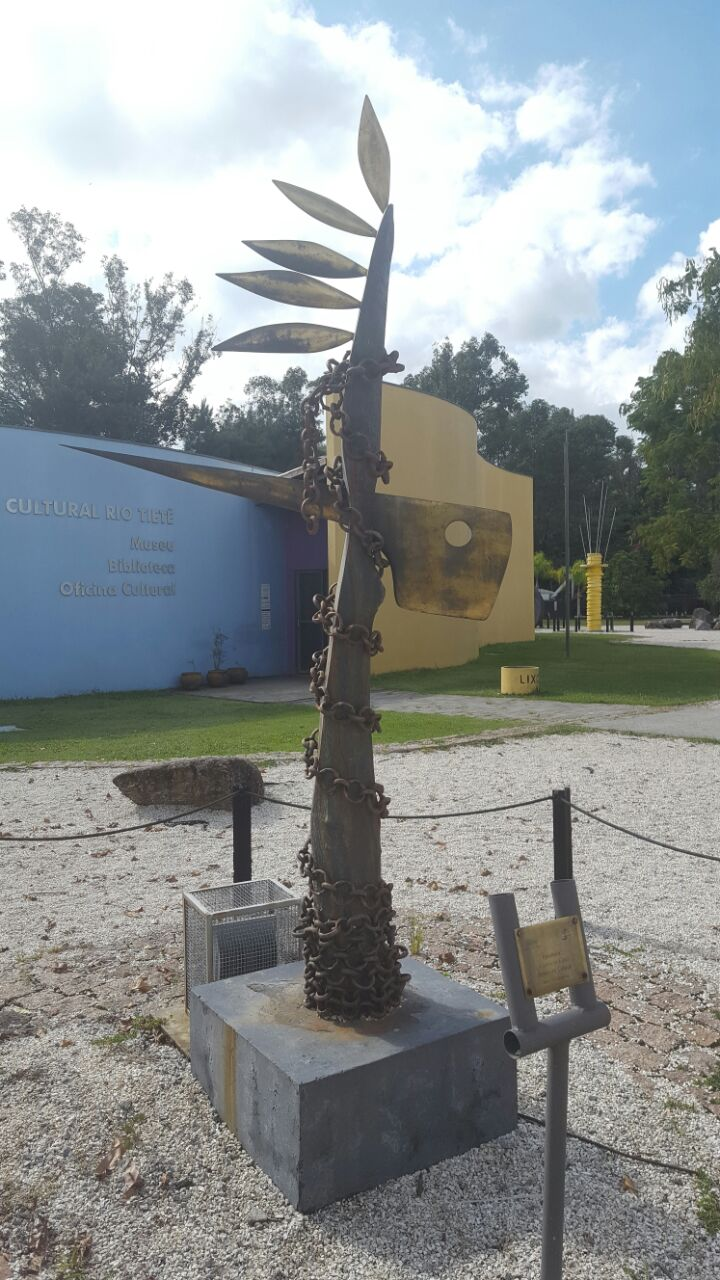
Obras do Museu do Tietê

O espaço de exposições teve  nova distribuição, as molduras do hall passaram por modernização e os quadros de 1.5m X 1.5m receberam novos cabos de aço, do teto até o chão. As melhorias visaram criar melhores condições de armazenamento das obras expostas e proporcionar um ambiente mais agradável para receber os visitantes de toda a cidade.

## Acervo
O Acervo é dividido em blocos composto por 10 fototelas e cada ambiente retrata um ciclo da cronologia do rio.
No primeiro espaço encontra-se uma exposição indígena, com artefatos dos índios,  que viviam próximos ás margens do Rio Tietê, dentre eles objetos usados pelos homens indígenas para caçar na floresta e se defender nos rituais sagrados, instrumentos musicais, mini esculturas e objetos usados pelas mulheres indígenas para preparar alimentos. Num outro espaço várias réplicas de pinturas do século XIX, representando o ciclo das Monções, expedições fluviais povoadoras e comerciais que navegaram pelo Rio Tietê até o Rio Cuiabá. As fototelas são de artistas consagrados como o da “Partida”, de autoria de José Ferraz de Almeida Junior, apresentado ao público em 1898.
Em outro espaço do Museu do Rio Tietê encontram-se expostas um acervo fotográfico que retrata uma das melhoras épocas do Tietê, as primeiras décadas do século XX, quando o rio se destacava com apresentação de esportes náuticos, pescarias e era um dos principais locais de lazer da cidade de São Paulo.  Encontra-se ali também em exposição, uma embarcação que foi doada pelo Clube de Regatas Tietê, o “Double Skif” de 1937, que participou de várias competições de regatas.
Em outro espaço apresenta fotos retratando a sua degradação, causa pela poluição industrial e pelos esgotos domésticos no trecho da Grande São Paulo entre as décadas e 1940 a 1970.

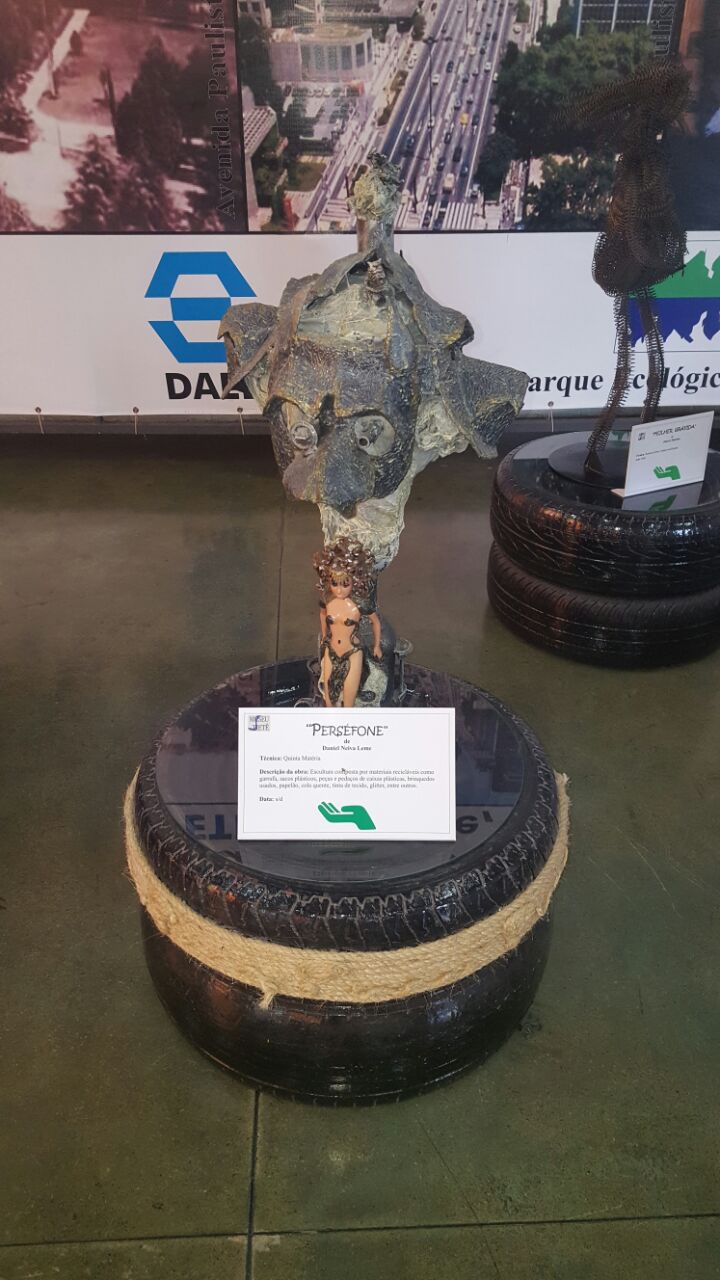
Acervo do Museu do Tietê

No último bloco encontra-se uma exposição de fotos atuais do Rio Tietê, hoje já poluído e sem vida. Apresenta ainda amostras de água coletada em várias cidades por onde ele passa no percurso da nascente em Salesópolis  até Barra Bonita.
O Quadro "Partida da Monção" de autoria de Almeida Junior, pertencente ao acervo do Museu Paulista USP, foi apresentado ao publico em 1898 com a seguinte nota explicativa: “Os antigos paulistas assim denominavam as caravanas que partiam de Porto Feliz, descendo o Tietê para Cuiabá. As de que se trata eram organizadas simplesmente por destemidos e ousados sertanejos, que, inspirados pelo amor do desconhecido, descobertas das minas e civilização dos lugares, tocos batelões cobertos de palha e simples canoas, partiam conscientes de que iam arrostar com sacrifícios inauditos toda a sorte de venturas, constituindo-se por isso uma tradição gloriosa para os paulistas. O quadro que ofereço à apreciação do publico representa a partida dos heróis...”

## Eventos

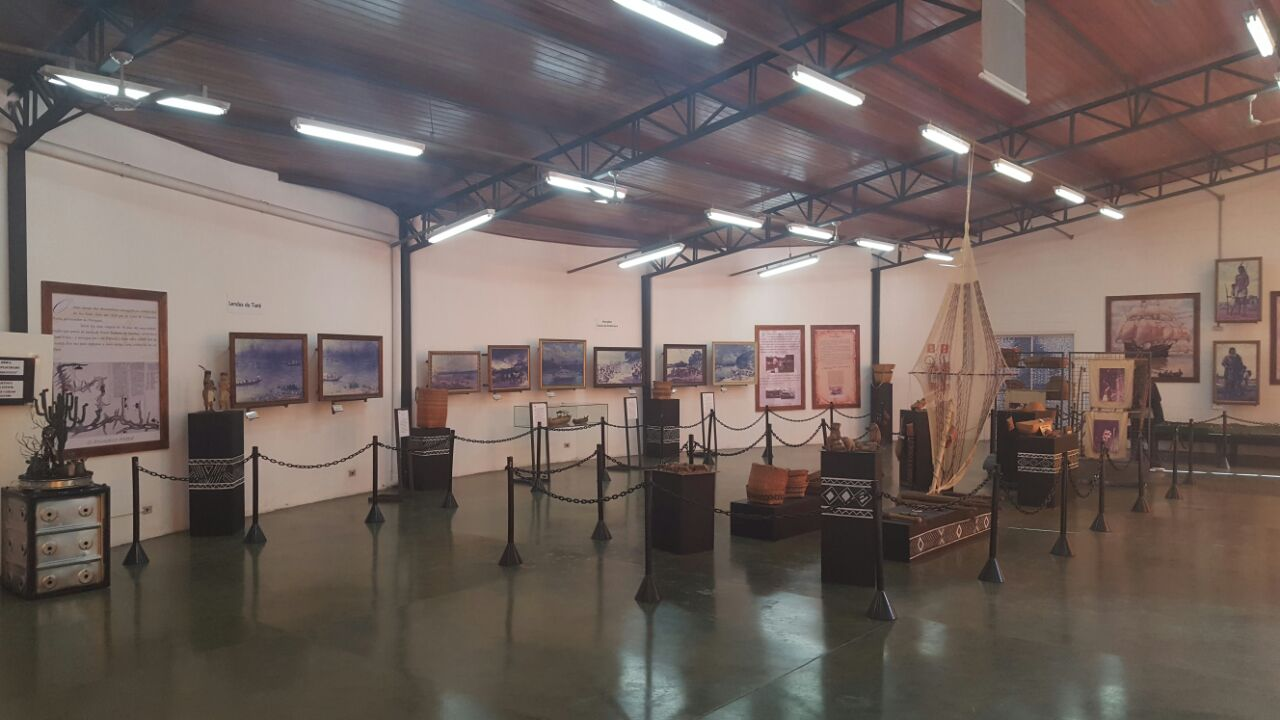
Acervo do Museu do Tietê

Visitar hoje o Museu do Tietê é uma grande oportunidade de inserção num rio repleto de histórias e que tem um papel importante e fundamental para o Estado de São Paulo. Nessa oportunidade os visitantes tomam conhecimento da nascente do rio, a cidade histórica de Porto Feliz, palco das Monções, e vivenciam uma série de situações fundamentais sobre este rio que já foi arena dos esportes náuticos, pescarias e um dos principais locais de lazer da cidade de São Paulo.
Tem ainda a oportunidade de enriquecer seu saber com conhecimentos sobre a cultura indígena, etimologia das palavras Anhembi e Tietê, fundação de São Paulo, lendas, expedição de Langsdorff, travessia de São Paulo a nado (1924-1944), Ponte grande e inauguração da ponte das Bandeiras em 25 de janeiro de1942, a embarcação de regatas “Double Skif de l937, a Draga Holandesa” Menina” de1950, que atuou nos trabalhos de retificação e desassoreamento na extensão da Penha à confluência do Rio Tamanduateí, plantas aerofotogramétricas do projeto de retificação do rio em 1930, enchentes ao longo das décadas, radar meteorológico, usinas de energia, barragens de contenção, movimentos de defesa ecológica do rio, obras de artistas plásticos sobre a temática Tietê, poemas e fototelas de autores consagrados, poluição ambiental, reciclagem, panorama da história postal do Tietê, exposição filatélica e etc.
Consolida desta forma que o Museu do Tietê vem contribuindo efetivamente no processo de integração social e cultural da comunidade e a propagação de espírito preservacionista do rio Tietê.